# 南明街道
南明街道，中国浙江省绍兴市新昌县下辖的一个街道。

## 辖区
该街道辖有：	茶亭社区、鼓山社区、钟楼社区、梅湖社区、市中社区、东溪社区、临城社区、湖莲潭社区、城南社区、东联村、城裕村、市中村、城民村、城星村、城建村、挂帘山村、南泥湾村、棣山村、甘棠村、望江山村、新民村、上小余村、梨木村、平湖村、新联村、庄前村、大洋山村、岙里头村、桃源村、赤土村、燕窠里村、九间廊村、班竹村、城胜经济合作社（城胜村）